# Laure Akai
Laure Akai – działaczka anarchistyczna, członkini i założycielka Komitetu Obrony Praw Lokatorów i Związku Syndykalistów Polski. W latach 2014–2020 sprawowała funkcje generalne w ramach sekretariatu Międzynarodowego Stowarzyszenia Pracowników.

## Działalność społeczna
Urodziła się w Stanach Zjednoczonych. W latach 90. XX wieku była aktywna w ZSRR w ramach anarchistycznej opozycji oraz niezależnych od władz wolnych związków zawodowych. Pozostawała w rosyjskim ruchu anarchistycznym po jego rozpadzie. Jej działalność obejmowała również inne kraje postkomunistyczne i zachodnie, włączając Polskę, gdzie należała do Federacji Anarchistycznej oraz stała się współzałożycielką ZSP.
Jest rozpoznawaną postacią światowego ruchu anarchistycznego oraz autorką publikacji w różnych językach, w Polsce m.in. w piśmie Recykling Idei oraz ogólnopolskim piśmie anarchistycznym A-TAK.

## Publikacje[6]
- At the Berlin Wall: A personal report on Eastern Europe (1990)[7]
- Individualism vs. Individualism (1992)[8]
- No Political Solutions (1993)[9]
- After the Fall (1996)[10]
- Anarchosyndicalism against fascism (2015)[11]
- Why Do We Need a Third International? (2016)[3]
- Experiences of the ZSP-IWA (2022)[4]